# Айзенхут
Айзенхут (на немски Eisenhut) е най-високият връх на Гуркталските Алпи в Австрия. Макар и масивен (осносителната му височина е 800 м), той има заоблени форми и покоряването му не представлява техническа трудност. Висок е 2441 м. Това го прави най-висок и в групата на Каринтско-Щирийските Алпи изобщо.
Върхът увенчава масива Нок. От подножието му извира река Гурк, която дава името си на тази част от Алпите, а от другата страна тече река Мюр (Мура). Наблизо се намира известният ски курорт Турахер Хое, чиито писти са построени по склоновете на Айзенхут. От върха се открива обширна панорама на север и запад, към вечно заснежените хребети Висок Тауерн и Нисък Тауерн.
Името идва от дългата традиция за добив на желязо (на немски eisen) край селището Турах под върха.